# Lourens Gerhard Marinus Baas Becking

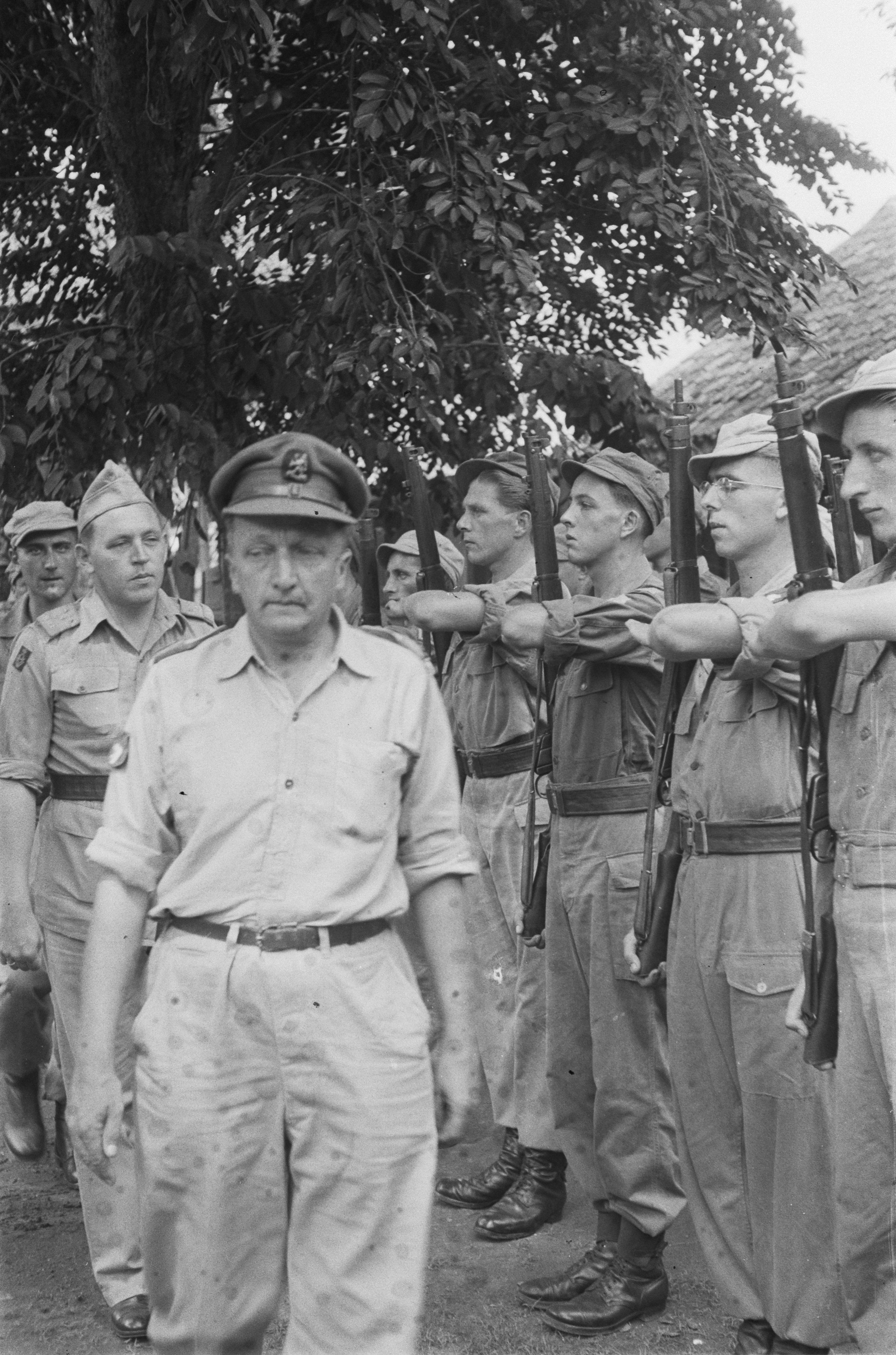
Baas Becking (1946)

Lourens Gerhard Marinus Baas Becking (* 4. Januar 1895 in Deventer; † 6. Januar 1963 in Canberra) war ein niederländischer Botaniker und Mikrobiologe.
Sein botanisch-mykologisches Autorenkürzel lautet „Baas-Beck.“.

## Leben
Baas Becking wurde als Sohn des Gärtners Marinus Ludovicus Baas Becking (* 25. Mai 1844 in Zelhem; † 4. Dezember 1904 in Den Haag) und dessen Frau Anna Maria Helena Berkhout (* 24. Juli 1864 in Bovenkarspel; † 9. Mai 1941 in Bergen) geboren. Er besuchte anfänglich die Schule in Den Haag und die höhere Bürgerschule in Amersfoort. Ab 1913 studierte er einige Zeit chemische Technologie an der Technischen Hochschule Delft und verfolgte ab 1916 ein Studium der Biologie an der Universität Utrecht. Hier war er längere Zeit als Assistent bei Frits Went tätig und absolvierte sein Doktorratsexamen 1919. Danach ging er zu Campbell an die Stanford University in Kalifornien, wo er auch dozierte und mit einer Untersuchung über die anatomische Struktur der Gattung Botrychium zum Doktor der Philosophie promovierte.
Zurückgekehrt in die Niederlande setzte er 1919 seine Studien in Utrecht fort und promovierte am 11. Oktober 1919 mit dem Thema über Photosynthese Radiation and vital phenomena cum laude zum Doktor der Naturwissenschaften. Danach kehrte er an die Universität Standford zurück, wo er 1923 eine Assistenzprofessur für ökonomische Botanik und Pflanzenphysiologie bekam. 1925 erhielt er eine ordentliche Professur und gab von 1927 bis 1929 auch Gastvorlesungen in Leiden, Utrecht und an der Universität Amsterdam. Während seiner Zeit in Amerika übertrug man ihm die Direktion der Hopkins Marine Station in Pacific Grove, wo er sich vor allem der Untersuchung von Plankton widmete.
Am 4. Oktober 1930 wurde er zum Professor der Botanik an die Universität Leiden berufen, welche Aufgabe er am 28. Januar 1931 mit der Antrittsrede Gaia of leven en aarde begann. Als Nachfolger von Willem Hendrik de Vriese war ihm auch die Direktion des Hortus Botanicus Leiden übertragen, welchen er während seiner Phase gründlich sanierte. In Leiden hatte er manche Spuren hinterlassen, jedoch befriedigte ihn die dortige Arbeit immer weniger. 1934 führte er in dem Artikel Geobiologie die Baas-Becking-Hypothese ein, die erst mit dem Aufkommen der Genanalyse als falsch erkannt wurde. Aber 1939 suchte er eine neue Herausforderung. Er übernahm 1939 für ein Jahr die Direktion des botanischen Gartens in Bogor. Im April 1940 kehrte er nach Leiden zurück und wollte eigentlich wieder nach Bogor zurückkehren. Jedoch hinderte ihn der Zweite Weltkrieg an diesem Vorhaben, als im Mai 1940 deutsche Truppen in die Niederlande einmarschierten. Seine Hingabe für seine Aufgabe und seine dort noch immer weilende Familie hielt ihn jedoch nicht davon ab, jeden Versuch zu unternehmen sein Ziel zu erreichen.
Nachdem bereits ein erster Fluchtversuch 1940 fehlgeschlagen war, reichte er seine Entlassung aus dem Universitätsbetrieb ein, welche am 30. Mai 1942 bestätigt wurde. Er wollte nicht unter der deutschen Herrschaft Schützenhilfe für das neue Besatzerregime leisten. Bei einem zweiten Fluchtversuch wurde er 1944 gefasst und in ein deutsches Gefangenenlager bei Siegburg gebracht. Hier beschäftigte er sich unter anderem mit Typhus. Nachdem das Lager 1945 befreit worden war, kehrte er in die Niederlande zurück. Obwohl man ihm nach dem Krieg am 4. September 1945 wieder seine Professur angeboten hatte, beabsichtigte er sich vielmehr seinen botanischen Forschungen zu widmen und sagte der Hochschule ab. So kehrte er im September 1945 wieder nach Java zurück, wo seine Familie die ganze Zeit verlebte. Hier fand er beim Roten Kreuz eine Stelle und erhielt viele Auszeichnungen. Die politischen Konflikte auf Java gestatteten ihm es jedoch nicht mehr, in seine alte Stelle zurückzukehren.
Dies nötigte ihn auch 1948 in das neukaledonischen Nouméa zu ziehen. Hier war er als Vizepräsident des wissenschaftlichen Rates der Südpazifikkommission tätig. 1951 zog er nach Australien, wo er an der botanischen Abteilung der Universität Sydney arbeitete. Ab 1953 war er bei der Commonwealth Scientific and Industrial Research Organisation tätig, für welche er in der meereskundliche Forschungen in New South Wales durchführte. 1958 ging er nach Canberra, wo er Bodenschätze erforschte und 1960 deren industrielle Verwertung untersuchte. Baas Becking widmete sich mehreren Themen. Dazu gehören unter anderem die Geobiologie von Bakterien. In diesem Zusammenhang äußerte er die These Alles ist überall, aber die Umwelt wählt aus. Diese Anwendung auf die Mikrobiologie weist darauf hin, dass die Stoffwechseleigenschaften der Individuen auch abhängig von ihrem geographischen Umfeld sind. Baas Becking war seit 1935 Mitglied der königlich niederländischen Akademie der Wissenschaften und 1948 wurde er Ritter des Ordens vom niederländischen Löwen.

## Familie
Baas Becking war zwei Mal verheiratet. Seine erste Ehe schloss er am 16. Juni 1919 in Den Haag mit Rabina Haverman († 28. August 1949 in Nouméa), Tochter des Hendrik Johannes Haverman (* 23. Oktober 1857 in Amsterdam; † 11. August 1928 in Den Haag) und der Carolina Birnie (* 1864; † 5. November 1933 in Den Haag). Aus der Ehe stammen Kinder. Von diesen kennt man die zwei Söhne Jan Baas Becking und Dirk Baas Becking, sowie die Tochter Daja Baas Becking, welche sich am 29. Oktober 1952 in Navua Fiji mit Teding van Berkhout verheiratete. Nach dem Tod seiner ersten Frau schloss er am 16. Juni 1961 eine zweite Ehe mit Johanna Louisa Maria Bombeeck. Die Ehe blieb kinderlos.

## Werke (Auswahl)
- Preliminary statement regarding the diatom "epidemics" at Copalis beach, Washington,: And an analysis of diatom oil. 1927
- Studies on growth: part I. The point binomial and its derivatives In: Stanford University publications. 1926
- Studies on growth:Part II. Experimental data--application of the theory. In: Stanford University publications. University series. Biological sciences. 1926
- The physical state of protoplasm In: Verhandelingen der Koninklijke Akademie van Wetenschappen te Amsterdam, Afdeeling Natuurkunde. 1928, 2. Teil
- Geobiologie: of Inleiding tot de Milieukunde. Den Haag, 1934
- Preliminary list of plants introduced into Tahiti In: South Pacific Commission. 1950
- Hortus Academicus Lugduno-Batavus, 1587-1937. 1938 (mit H. Veendorp)